# Rodolfo Díaz
Rodolfo Alejandro Díaz (Mendoza, 30 de mayo de 1943) es un abogado, especialista en Derecho Constitucional, y político argentino. Fue ministro de Trabajo en 1992 durante el gobierno de Carlos Menem. 

## Biografía
Entre 1987 y 1990 se desempeñó como profesor titular de Derecho Político de la Universidad Nacional de Cuyo. A comienzos 1991 es nombrado ministro de Trabajo de la Nación, desempeñándose hasta fines de 1992. Entre 1995 y 1999 ocupó el cargo de procurador del Tesoro de la Nación. 
En 2007 fue incorporado, como académico de número, a la Academia Nacional de Ciencias Morales y Políticas de la República Argentina.